# Аверешти (Васлуј)
Аверешти (рум. Averești) насеље је у Румунији у округу Васлуј у општини Бунешти Аверешти. Oпштина се налази на надморској висини од 262 m.

## Становништво
Према подацима из 2002. године у насељу је живело 324 становника, од којих су сви румунске националности.